# كهريزة (مقاطعة ديواندرة)
كهريزة (بالفارسية: کهریزه) هي قرية تقع في منطقة مركزية ريفية في إيران. يقدر عدد سكانها بـ 203 نسمة بحسب إحصاء 2016.